# Автомобильный дизайнер века
Автомобильный дизайнер века (англ. Car Designer of the Century) — международная награда, присуждённая самому значительному автомобильному дизайнеру двадцатого века. Избирательный процесс находился под надзором организации Global Automotive Elections Foundation. Победитель, Джорджетто Джуджаро, был объявлен на торжественном вручении 18 декабря 1999 года в Лас-Вегасе.

## Процесс избрания
На звание автомобильного дизайнера века претендовали следующие кандидаты, отобранные специальной комиссией:
| ФИО                      | Достижения |
| ------------------------ | --- |
| Уве Бансен               | Ford Taunus, Ford Sierra |
| Нуччо Бертоне            | Alfa Romeo BAT, Alfa Romeo Montreal |
| Фламинио Бертони         | Citroën Traction Avant, Citroën DS, Citroën 2CV, Citroën Ami |
| Гордон Бюэриг            | Cord 810 |
| Жан Бугатти              | Bugatti Atlantic |
| Уэйн Черри               | Vauxhall SRV, Pontiac Solstice, Cadillac Sixteen |
| Харли Эрл                | Cadillac LaSalle |
| Вирджил Экснер           | Chrysler 300 |
| Леонардо Фиораванти      | Ferrari Daytona, Ferrari Berlinetta Boxer |
| Пьетро Фруа              | Maserati |
| Том Гейл                 | Plymouth Prowler, Dodge Viper, Dodge Stealth |
| Марчелло Гандини         | Lamborghini Miura, Lamborghini Countach, Fiat X1/9, Lancia Stratos, Citroën BX |
| Джорджетто Джуджаро      | Maserati Ghibli, Audi 80, Alfa Romeo Sprint, Alfa Romeo Alfasud, Volkswagen Golf, Volkswagen Scirocco, Fiat 850 Sport Spider, Fiat Uno, Lotus Esprit, Lancia Delta, DeLorean DMC-12, Lexus GS |
| Патрик ле Кеман          | Renault Twingo, Renault Scénic, Renault Initiale Concept |
| Раймонд Лоуи             | Hupmobile, Studebaker Avanti |
| Джованни Микелотти       | Triumph Herald, Triumph Spitfire, Triumph TR4, BMW 700, Renault Alpine A110, DAF 55 |
| Билл Митчелл             | Chevrolet Corvette, Chevrolet Corvair |
| Роберт Опрон             | Citroën SM, Citroën GS, Citroën CX, Renault Fuego |
| Джованни Баттиста Фарина | |
| Марио Ревелли ди Бомонт  | Simca 1000 |
| Бруно Сакко              | Mercedes-Benz W126 (S-класс), Mercedes-Benz W201 (190) |
| Сикстен Сасон            | Saab 93, Saab 99 |
| Эрколе Спада             | Aston Martin DB4 GT Zagato, Alfa Romeo TZ, Osca GT, Lancia Fulvia Sport |
| Джек Телнак              | Ford Mustang |
| Ян Вилсгаард             | Volvo Amazon (P1200/120), Volvo 144, Volvo 240, Volvo 850 |

Жюри, состоявшее из 132 профессиональных автомобильных журналистов из 33 различных стран мира, под председательством лорда Монтегю из Болье сократило список до 5 человек. Результат голосования был объявлен в ноябре 1999 года. Абсолютным победителем стал Джорджетто Джуджаро.